# The Wooden Box
The Wooden Box é um box set da banda sueca de death metal progressivo Opeth. Ele compila seus primeiros três álbuns de estúdio, Orchid, Morningrise e My Arms, Your Hearse.

## Conteúdo
Como diz o título do álbum, as gravações vêm em uma caixa artesanal de madeira com detalhes do álbum impressos/gravados nele. O box contém um estêncil do logo do Opeth, seis discos de vinil de 180g (dois por álbum) limitados a 200 cópias impressas em vinil branco e uma arte alternativa contendo a arte final do logotipo em relevo e detalhes do álbum impressos em papel transparente.

## Faixas
| Orchid LP-1 |                            |         |  |
| N.º         | Título                     | Duração |  |
| 1.          | "In Mist She Was Standing" | 14:09   |  |
| 2.          | "Under the Weeping Moon"   | 9:52    |  |
| 3.          | "Silhouette"               | 3:07    |  |
| 4.          | "Forest of October"        | 13:04   |  |

| Orchid LP-2 |                                          |         |  |
| N.º         | Título                                   | Duração |  |
| 1.          | "The Twilight Is My Robe"                | 11:03   |  |
| 2.          | "Requiem"                                | 1:11    |  |
| 3.          | "The Apostle in Triumph"                 | 13:02   |  |
| 4.          | "Into the Frost of Winter" (faixa bônus) | 6:20    |  |

| Morningrise LP-3 |                                  |         |  |
| N.º              | Título                           | Duração |  |
| 1.               | "Advent"                         | 13:45   |  |
| 2.               | "The Night and the Silent Water" | 11:00   |  |
| 3.               | "Nectar"                         | 10:09   |  |

| Morningrise LP-4 |                                      |         |  |
| N.º              | Título                               | Duração |  |
| 1.               | "Black Rose Immortal"                | 20:14   |  |
| 2.               | "To Bid You Farewell"                | 10:57   |  |
| 3.               | "Eternal Soul Torture" (faixa bônus) | 8:35    |  |

| My Arms, Your Hearse LP-5 |                     |         |  |
| N.º                       | Título              | Duração |  |
| 1.                        | "Prologue"          | 0:59    |  |
| 2.                        | "April Ethereal"    | 8:41    |  |
| 3.                        | "When"              | 9:14    |  |
| 4.                        | "Madrigal"          | 1:26    |  |
| 5.                        | "The Amen Corner"   | 8:43    |  |
| 6.                        | "Demon of the Fall" | 6:13    |  |

| My Arms, Your Hearse LP-6 |                                                     |         |  |
| N.º                       | Título                                              | Duração |  |
| 1.                        | "Credence"                                          | 5:26    |  |
| 2.                        | "Karma"                                             | 7:52    |  |
| 3.                        | "Epilogue"                                          | 3:59    |  |
| 4.                        | "Circle of the Tyrants" (original por Celtic Frost) | 5:12    |  |
| 5.                        | "Remember Tomorrow" (original por Iron Maiden)      | 5:00    |  |

## Créditos
| Ano  | Álbum                | Créditos do álbum |
| ---- | -------------------- | --- |
| 1994 | Orchid               | - Mikael Åkerfeldt – vocal, guitarra, violão - Peter Lindgren – guitarra, violão - Johan DeFarfalla – baixo, guitarra, violão, vocal de apoio - Anders Nordin – bateria, percussão, piano - Opeth – produtor, arte - Dan Swanö – engenheiro |
| 1996 | Morningrise          | - Mikael Åkerfeldt – vocal, guitarra, violão - Peter Lindgren – guitarra, violão - Johan DeFarfalla – baixo - Anders Nordin – bateria, percussão - Opeth – produtor, arte - Dan Swanö – produtor, engenheiro                                |
| 1998 | My Arms, Your Hearse | - Mikael Åkerfeldt – produtor, vocal, guitarra, baixo, piano (em "Prologue") - Peter Lindgren – guitarra - Martin Lopez – bateria - Fredrik Nordström – engenheiro, produtor, órgão Hammond (em "Epilogue")                                 |